# Fravashi

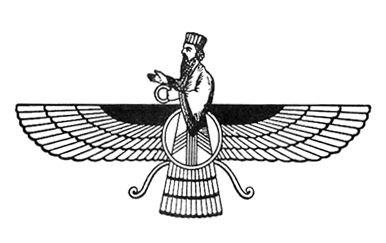
Le Faravahar, dont on pense qu'il inclut la représentation d'un fravashi.

Dans la doctrine zoroastrienne, un fravashi ou fravaši (avestique : 𐬟𐬭𐬀𐬎𐬎𐬀𐬴𐬌  frauuaši ;  فروردین farvadin en persan) est assimilé à l'ange gardien-guerrier d'un individu, qui envoie l'urvan (généralement traduit par « âme ») dans le monde matériel pour participer à la bataille du bien contre le mal. Le matin du quatrième jour après la mort, l'urvan retourne à son fravashi, qui recueille ses expériences dans le monde matériel.

## Descriptions
Le concept de fravashi, au contraire de beaucoup d'autres yazatas, ne semble pas avoir d'équivalent dans les religions proto-indo-iraniennes. Le développement historique du concept reste mystérieux, et il existe différentes théories contradictoires quant à savoir quand et pourquoi les fravashis ont reçu le rôle qu'ils tiennent dans les textes de l'Avesta. Même l'origine du terme est sujet à discussion. Boyce suppose que les fravashis sont issus du culte du héros de l'« Âge héroïque iranien ». (ca. XVIe siècle av. J.-C. et suivants), quand le culte des ancêtres était répandu.
Les plus anciens textes zoroastriens comme le Yasht 17 prennent nettement leur distance avec le culte des ancêtres, mais les fravashis ont pu être réintégrés ultérieurement dans un effort de rendre la religion plus largement acceptable. Les prouesses militaires des fravashis sont célébrées tout au long des Yashts, et dans deux sections ils sont clairement identifiés avec les urvans. Ces deux concepts relèvent plus des croyances de l'Âge héroïque iranien que de la philosophie exprimée dans les Gathas, la partie la plus importante de l'Avesta censée avoir été composée par Zoroastre lui-même.
Les fravashis n'apparaissent pas dans les Gathas. Les premières mentions sont dans le Haptan Yasht, à plusieurs reprises. Bien qu'il n'y ait pas de description physique des fravashis dans l'Avesta, le Faravahar, un des symboles les plus connus du zoroastrisme, est généralement considéré comme étant la représentation d'un fravashi. L'utilisation du mot Faravahar (Forouhar en persan) pour désigner ce symbole est probablement un développement ultérieur. Dans la grammaire de l'avestique, les fravashis sont systématiquement féminins, tandis que les Faravahars sont toujours masculins.
Dans l'angéologie zoroastrienne, un fravashi est un yazata, représentant de l'archange Haurvatat (Khordad Amesha Spenta), dont le domaine réservé est l'eau. Dans le chapitre 57 du Yasna, les fravashis sont responsables de la course du soleil, de la lune et des étoiles, jusqu'à la rénovation de ce monde, ainsi que de l'alimentation des plantes, des eaux, et de la protection des enfants à naître. Ils s'efforceraient une fois par an d'assurer que les « famille, village, tribu et pays » reçoivent la pluie.
La principale source d'information sur les fravashis est le Yasht 13, où ils apparaissent comme des êtres habitant la stratosphère, et aident et protègent ceux qui les vénèrent. Dans le Farvardin Yasht, les fravashis forment une légion de plusieurs centaines, plusieurs milliers, plusieurs dizaines de milliers, aidant Ahura Mazda dans la création de l'univers. Ceci est radicalement opposé à ce qui est écrit dans les Gathas 34.5-34.7, où Ahura Mazda est la seule divinité et le créateur omniscient de toute chose.
Le dix-neuvième jour du mois dans le calendrier zoroastrien et le premier mois du calendrier zoroastrien et du calendrier iranien sont appelés Farvadin et sont dédiés aux fravashis.